# Люнг, Александер
Алекса́ндер Люнг (дат. Alexander Lyng; род. 26 ноября 2004, Копенгаген) — датский футболист, вингер клуба «Сённерйюск».

## Клубная карьера
Люнг — воспитанник клуба «Хельсингёр». 23 июля 2021 года в матче против «Фремад Амагер» он дебютировал в Первой лиге Дании. 31 июля в поединке против «Эсбьерга» Александер забил свой первый гол за «Хельсингёр». В 22023 году Люнг перешёл в швейцарский «Серветт», но играл там только за дублирующий состав. В 2024 году игрок на правах аренды вернулся на родину, присоединившись к «Сённерйюску». 21 июля в матче против «Силькеборга» он дебютировал в датской Суперлиге. 20 октября в поединке против «Мидтьюлланна» Александер забил свой первый гол за «Сённерйюск». По окончании аренды клуб выкупил трансфер игрока, а Люнг подписал контракт на 3 года.